# Paczolay János
Paczolai Paczolay János (Deménd, Hont megye, 1818. április 1. – Deménd, 1884. február 28.) ügyvéd, országgyűlési képviselő, az esztergomi főkáptalan főügyésze.

## Életrajz
Nagy szerepet vitt a közéletben már az 1840-es években, amikor a pozsonyi országgyűlésre megválasztották. Az szabadságharcban nem vett részt, sőt élesen el is ítélte, amiért kevésen múlt, hogy a magyar kormány haditörvényszék elé nem állította. 1848–1849-ben Deménd falu birája volt. 1861. november 26-án feleségül vette kesselőkői báró Majthényi Csillát. A szabadságharc után teljesen visszavonult a magánéletbe s még 1865-ben is csak nagy rábeszélésre fogadta el az ipolysági kerület mandátumát; azóta egészen haláláig ezt a kerületet képviselte, s előbb a konzervatív párt tagja volt, majd a Deák-pártba lépett, később pedig a mérsékelt ellenzékhez csatlakozott. Megyéjében tekintélyes állást foglalt el és az országgyűlésnek egyik legtiszteltebb alakja volt; tagja volt a vasúti bizottságnak és a delegációnak is. 1879-ben a herkulesi erejű embert szélütés érte; azért a fontosabb szavazások idején tolószéken vitette be magát a képviselőházba. Élete utolsó napjaiban egyetlen fia főbe lőtte magát. Elhunyt 1884. február 28-án este 6 órakor, örök nyugalomra helyezték Deménden 1884. március 2-án délután 3 órakor.
Cikkei az egykorú politikai lapokban; beszédei a Közlönyben (1848-49.) és a Naplóban vannak; képviselőházi polemiái Tisza Kálmán ellen emlékezetesek.